# Network Security Services
Network Security Services (NSS) — набор библиотек, предназначенных для разработки защищённых кросс-платформенных клиентских и серверных приложений. Приложения, построенные при помощи NSS, могут использовать и поддерживать SSLv3, TLS и многие другие стандарты безопасности.
NSS, например, может использоваться для работы c MD5-паролями, системными базами данных, содержащими данные пароли.
Активно используется такими компаниями, как Google, Red Hat, Mozilla, Oracle.

## Поддерживаемые стандарты
- Протоколы шифрования — SSL v2 / v3
- TLS 1.0 (RFC 2246), 1.1 (RFC 4346), 1.2 (RFC 5246), 1.3 (RFC 8446)
- PKCS #1, #3, #5, #7, #8, #9, #10, #11, #12
- Способы отправки и получения данных — S/MIME(RFC 2311 / RFC 2633)
- Стандарт используемый для проверки криптографии с открытым ключом — X.509 v3. ITU
- OCSP (RFC 2560)
- Криптографические алгоритмы — RSA, DSA, ECDSA, Diffie-Hellman, EC Diffie-Hellman, AES, Triple DES, DES, RC2, RC4, SHA-1, SHA-256, SHA-384, SHA-512, MD2, MD5, HMAC
- FIPS